# Reykjavíkurkjördæmi norður

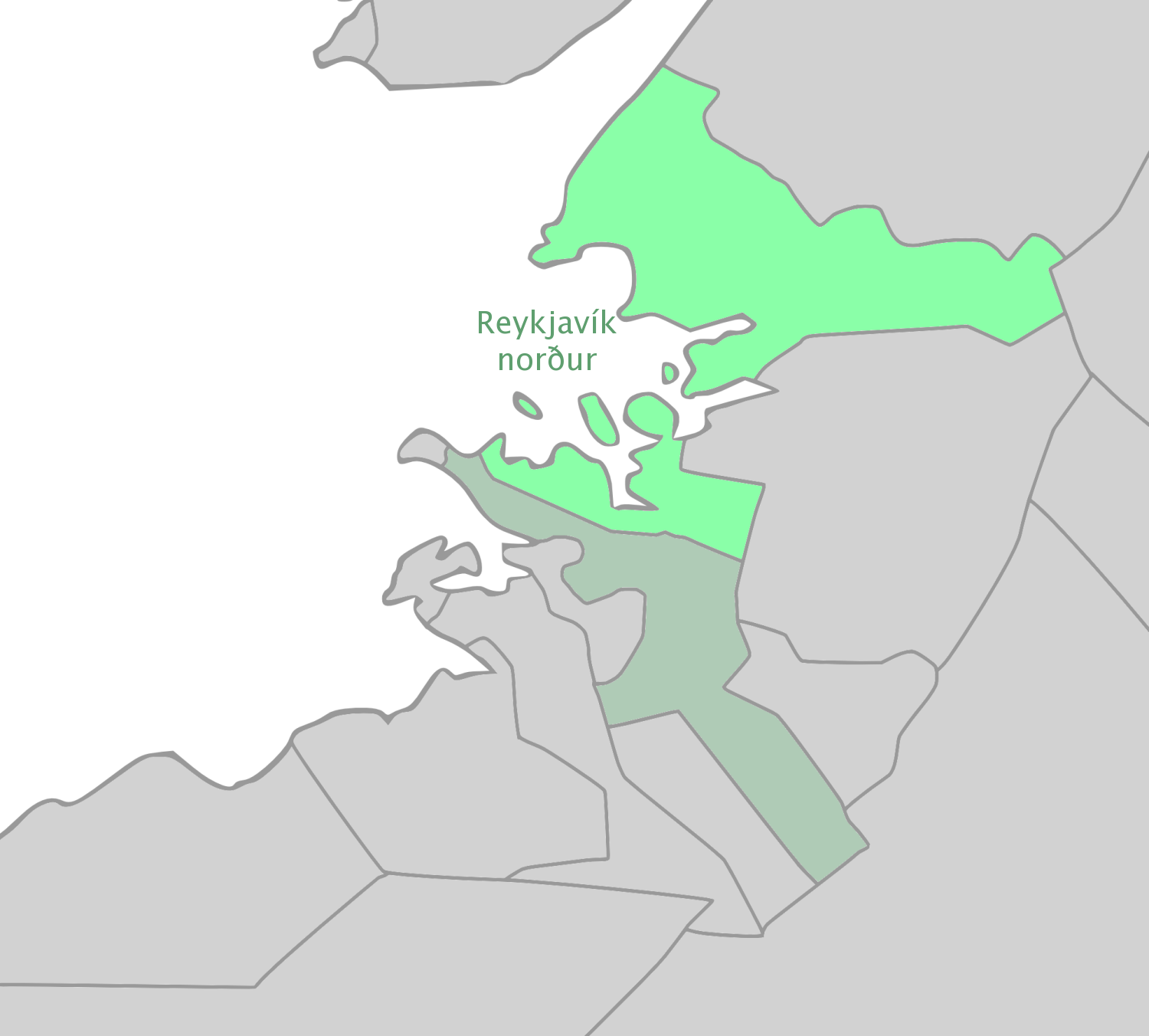
Reykjavíkurkjördæmi norður

Reykjavíkurkjördæmi norður (Wahlkreis Reykjavík Nord) ist seit 2003 einer der sechs Wahlkreise in Island.
Elf Abgeordnete vertreten im Alþingi die 43.775 Wahlberechtigten (Stand: 2007) aus dem nördlichen Teil der Hauptstadtgemeinde Reykjavíkurborg. Die genaue Teilung der Stadt nimmt der Landeswahlleiter fünf Wochen vor dem Wahltag vor, damit etwa die gleiche Anzahl von Wahlberechtigten durch einen Abgeordneten vertreten werden.